# Hey Boy Hey Girl
Hey Boy Hey Girl è un singolo del duo di musica elettronica britannico The Chemical Brothers, pubblicato nel 1999 ed estratto dall'album in studio Surrender.

## Sample
Il sample vocale della frase "Hey Girls, Hey Boys, Superstar DJs, Here We Go!" è tratto dalla canzone del 1984 The Roof Is on Fire, del gruppo old school hip hop statunitense Rock Master Scott & the Dynamic Three.

## Tracce
- CD

1. Hey Boy Hey Girl – 4:49
2. Flashback – 5:20
3. Scale – 3:43

- 12" vinile

1. Hey Boy Hey Girl (Extended Version) – 6:02
2. Flashback – 5:20
3. Scale – 3:43

## Classifiche
| Classifiche (1999) | Posizione massima |
| ------------------ | ----------------- |
| Regno Unito        | 3                 |